# Луганська волость (Слов'яносербський повіт)
Луганська волость — адміністративно-територіальна одиниця Слов'яносербського повіту Катеринославської губернії.
Станом на 1886 рік складалася з 2 поселень та 1 сільської громади. Населення — 4783 особи (2807 чоловічої статі та 1976 — жіночої), 867 дворових господарств.
|                     | Площа, десятин | У тому числі орної, десятин |
| ------------------- | -------------- | --------------------------- |
| Сільських громад    | 2374           | —                           |
| Приватної власності |                |                             |
| Іншої власності     | 245            | 45                          |
| Загалом             | 4635           | 453                         |

Найбільше поселення волості:
- Луганське — поселення на злитті річок Лугані та Вільхової за 30 верст від повітового міста, 4127 осіб, 858 дворів, православна церква, церковнопарафіяльна школа, 17 лавок, 2 цегляні, 2 салотопні заводи, харчевня, луганський завод.